# 陳貞妃
陳貞妃（？—1651年），浙江寧波府鄞縣人，南明監國魯王朱以海次妃。

## 生平
陳妃早年事蹟不詳，監國魯元年（隆武二年，1646年）入宮。張繼妃被劫後，陳妃在副舟中，立刻命令人划槳突前，追兵不及，流落荒島數日才飄泊到舟山，而魯王已經到福建；她在張肯堂派人保護下才到達長垣，魯王看到她，感動得流下淚水，因此冊封為元妃。
魯王和陳妃在海上三年，監國魯四年（永曆三年，1649年）八月生下朱弘棅，至十月再次回到舟山。其時外戚張國俊攬權，她嘆息：「是何國家，是何勳戚，尚欲爾耶！」又曾投書給姊姊講述她的經歷，打算一死以証高潔。兩年後（1651年）清兵分三道入海，她代替魯王親自督師吳淞，不久阮進戰死，敵軍兵臨城下，劉世勳提議分兵送宮嬪離開後然後背城一戰；她傳諭說：「將軍的意願良好，但恐怕她們會被奸人出賣，淪落張妃下場，我願在此淨土死去。」計劃中止。舟山失陷，她穿好簪服，向北拜謝，與貴嬪張氏及十二名官眷投井而死。指揮王相、內官監太監劉朝負責宮事，嘆息說：「真國母啊！怎可以讓她的遺骸被北虜發現。」二人用巨石填平水井，之後也在旁自刎，永曆朝廷得知此事，贈諡貞妃。

## 引用
1. 1 2  錢海岳《南明史·卷二十五·列傳第一》：監國魯王陳貞妃，鄞縣人。隆武二年春入宮。張妃被劫，時妃在副舟中，急令舟人鼓棹突前，追兵不及，伏荒島數日，飄泊至舟山，而王已入閩，旁皇無所歸。張肯堂遺官護之，得達長垣。王見之流涕，始進冊為元妃。在海上者三年，風帆浪楫，莫副山河之容。永曆三年八月，生子弘棅。十月，復入舟山。先是，張國俊用事，妃嘆曰：「是何國家，是何勳戚，而尚欲爾耶！」至是，親族有至者，悉遣之。嘗遣使中土，寄書訊其女兄，歷敘蛟關之掠、長垣之困、琅琦之潰、健跳之圍，操尺組而待命者，不知凡幾；鬼火以當庭燎，黃蘖以充葛藟，猿鳴龍嘯以擬晨雞，苟延餘息，終擬一死，以完皎然之軀。五年，清兵三道入海，王謂蛟關未能猝渡，親帥師出搗吳淞。阮進敗死，兵臨城下，劉世勳議分兵送宮嬪出，然後背城一戰。妃傳諭辭曰：「將軍意良厚，然蠣灘鯨背之間，懼為奸人所賣，則張妃之續也，願得死此淨土。」諸臣乃止。城陷，妃整簪服，北向拜謝，與貴嬪張氏投井薨，官眷從者十二人。 指揮王相、內官監太監劉朝共掌宮事，嘆曰：「真國母也！豈可使其遺骸為虜所窺。」相與舁巨石填之，即同刎其旁。事聞，贈諡。